# 斯托诺韦
斯托诺韦（英语：Stornoway/ˈstɔrnəweɪ/；苏格兰盖尔语：Steòrnabhagh），是英国苏格兰外赫布里底群岛（西部群岛）的一个城镇，位于该群岛最大岛屿刘易斯岛上。总人口9000，为外赫布里底群岛第一大城镇，也是苏格兰高地第三大城镇。